# Jacques Fath
Jacques Fath (Maisons-Laffitte, 6 de setembro de 1912 – Paris, 13 de novembro de 1954) foi um estilista francês, considerado uma das três principais influências na alta-costura do pós-guerra, os outros dois sendo Christian Dior e Pierre Balmain.

## Biografia
Jacques Fath é considerado um dos fundadores da alta costura e uma das três influências dominantes na alta costura, juntamente com Christian Dior e Pierre Balmain.
Ele abre seu ateliê em Paris e apresenta sua primeira coleção em 1937, trabalhando em duas salas na Rue de la Boetie antes de se instalar definitivamente em 1944 no que será seu ateliê histórico na Avenue Pierre-ler-de-Serbie 39, por que jovens designers contratados como assistentes e aprendizes, darão seus primeiros passos na moda, incluindo Hubert de Givenchy, Guy Laroche e Valentino Garavani.
Evita Perón, Ava Gardner, Greta Garbo e Rita Hayworth foram algumas de suas clientes fiéis.
Sua grife fechou as portas em 1957, três anos após Fath morrer de leucemia e era dirigida por sua esposa, Geneviève Boucher, com a ajuda de três colaboradores de seu marido: Catherine Brivet, Pierrey Metthey e Suzanne Renoult. Com o fechamento da alta costura, a maison continuou produzindo perfumes, luvas, malhas e outros acessórios. Existem inúmeros perfumes produzidos, incluindo: Jacques Fath L "Homme (1998), Yin (1999), Yang (1999), Fath de Fath (1953 e relançado em 1993), Chasuble (1945), Expression (1977), Canasta (1950), Iris Gris (1946), Fath's Love (1968) e Green Water (1947 mas reformulado e relançado em 1993). A licença do perfume Fath era detida pela L'Oréal até 1992.
Em 1994, um documentário sobre ele foi produzido por Pascal Franck intitulado Les Folies de Fath.